# Yā Banī s-Sahrā’
Yā Banī s-Sahrā’ (arabisch يا بني الصحراء, DMG Yā Banī ṣ-Ṣaḥrāʾ) ist die Nationalhymne der Demokratischen Arabischen Republik Sahara. Komponist und Autor sind unbekannt. Das Werk wurde 1979 als Nationalhymne der von Marokko annektierten Westsahara eingeführt.

## Transkription (von arabisch)
yā banī ṣ-ṣaḥrāʾi antum fī l-waġā ḥāmilī l-mašʿali fī d-darbi ṭ-ṭawīl
iṣnaʿū ṯ-ṯawrata fī ummatinā wa-slukū min aǧlihā haḏā s-sabīl
iqṭaʿū raʾsa d-daḫīl iqṭaʿū raʾsa d-daḫīl
ayyuhā ṯ-ṯuwwāru yā maǧd al-waṭan iqṭaʿu l-iqṭāʿa fī haḏī r-rubūʿ
wa-nzaʿū bi-l-ḥarbi asbāba l-fitan wa-rfuḍūhā lā ḫuḍūʿu lā ḫunūʿ
lā ʿamīlu lā daḫīl lā ʿamīlu lā daḫīl
ayyuhā s-sāʾilu ʿannā innanā man taḥaddā fī l-ǧihādi l-mustaḥīl
naḥnu man ḥaṭṭama ḏāka l-waṯanā naḥnu man laqqanahu d-darsa l-ǧalīl
innanā šaʿbu nabīl innanā šaʿbu nabīl
naḥnu man aʿlannāhā ḍidda l-ġuzāt ṯawratu taḥriqu kulla l-ġāṣibīn
innahā l-ḥarbu llatī tamḥū ṭ-ṭuġāt wa-tuqirru l-ḥaqqa ḥaqqa l-kādiḥīn
innanā šaʿbu nabīl innanā šaʿbu nabīl
innahā ṯ-ṯawratu min aǧli š-šuʿūb wa-satamḍī fī l-bilādi l-ʿarabīya
taṣnaʿu l-wiḥdata dawmā fī l-qulūb wa-tuqīmu l-ʿadla wa-d-dīmuqrāṭīya
kulla qarni kulla ǧīl kulla qarni kulla ǧīl

## Originaltext (auf Arabisch)
يابني الصحراء انتم في الوغى حاملي المشعل في الدرب الطويل

اصنعوالثورة في أمتنا واسلكوا من أجلها هذا السبيل

اقطعوا رأس الدخيل اقطعوا رأس الدخيل

أيها الثوار يمجد الوطن اقطعوا الاقطاع في هدا الربوع

وانزعو بالحرب أسباب الفتن ورفضوها لا خضوع لا خنوع

لا عميل لا دخيل لا عميل لا دخيل

أيها السائل عنا إننا من تحدى في الجهاد المستحيل

نحن من حطم ذاك الوثنا نحن من لقنه الدرس الجليل

إننا شعب نبيل إننا شعب نبيل

نحن من أعلناها ضد الغزاة ثورة تحرق كل الغاصبين

إنها الحرب التي تمحو الطغات وتقر الحق حق الكادحين

إننا شعب نبيل إننا شعب نبيل

إنها الثورة من أجل الشعوب وستمضي في البلادالعربية

تصنع الوحدة دوما في القلوب وتقيم العدل والديمقراطية

كل قرن كل جيل كل قرن كل جيل

## Freie deutsche Übersetzung
Oh Söhne der Sahara! Auf den Kriegsfeldern haltet ihr die Fackel den langen Weg;
Revoltiere in unserer Nation und folge dem Pfad dieser Sache.
Köpfe den Besetzer. Köpfe den Besetzer.
Oh Revolutionäre, unser Heimatland wird herrlich sein. Zerstöre die Liegenschaften in dieser Region.
Entfernen durch Krieg die Gründe des Protestes und verlasse diese; keine Unterwerfung, nicht nachgeben.
Kein Agent, kein Besatzer, kein Agent, kein Besatzer.
Sie fragen nach uns: Wir sind die, die den Weg gegen Unterdrückung anführen.
Wir sind die, die das Idol zerstören, wir sind die, die die schöne Weisung verstanden haben.
Wir sind die Menschen dieses Weges; wir sind die Menschen dieses Weges.
Wir sind diejenigen, die den Weg gegen die Razzia hervorgebracht haben, diejenigen die die Unterdrücker verbrannt haben.
Es ist der Krieg der die Unterdrücker auslöschen wird und die Rechte der Arbeitenden etablieren wird.
Wir sind die Menschen dieses Weges; Wir sind die Menschen dieses Weges.
Der Aufstand ist für die Menschen und wird zum Arabischen Land führen.
Es wird für immer Einheit in den Herzen bringen und Gerechtigkeit und Demokratie etablieren.
Jedes Jahrhundert, jede Generation, jedes Jahrhundert, jede Generation.